# Patara (město)
Patara (lýkijsky: 𐊓𐊗𐊗𐊀𐊕𐊀, Pttara; řecky: Πάταρα) je zaniklé město v Turecku. Ve starověku bylo obchodním a námořním centrem Lýkie, po upozadění Xantha pak i jejím městem hlavním. Ruiny Patary leží poblíž dnešního městečka Gelemiş. Patara je známa jako rodiště významné postavy raného křesťanství, svatého Mikuláše. Narodil se zde v roce 270, většinu života prožil v nedaleké Myře (dnešní Demre). Archeologický výzkum proběhl zatím jen částečně, archeologové svádějí tvrdý boj s nelegálními developery, kteří tu staví navzdory zákonné ochraně místa. Ve starověku město leželo u moře a bylo přístavem, od moře je ale dnes odděleno navrstveným bahnem.

## Dějiny

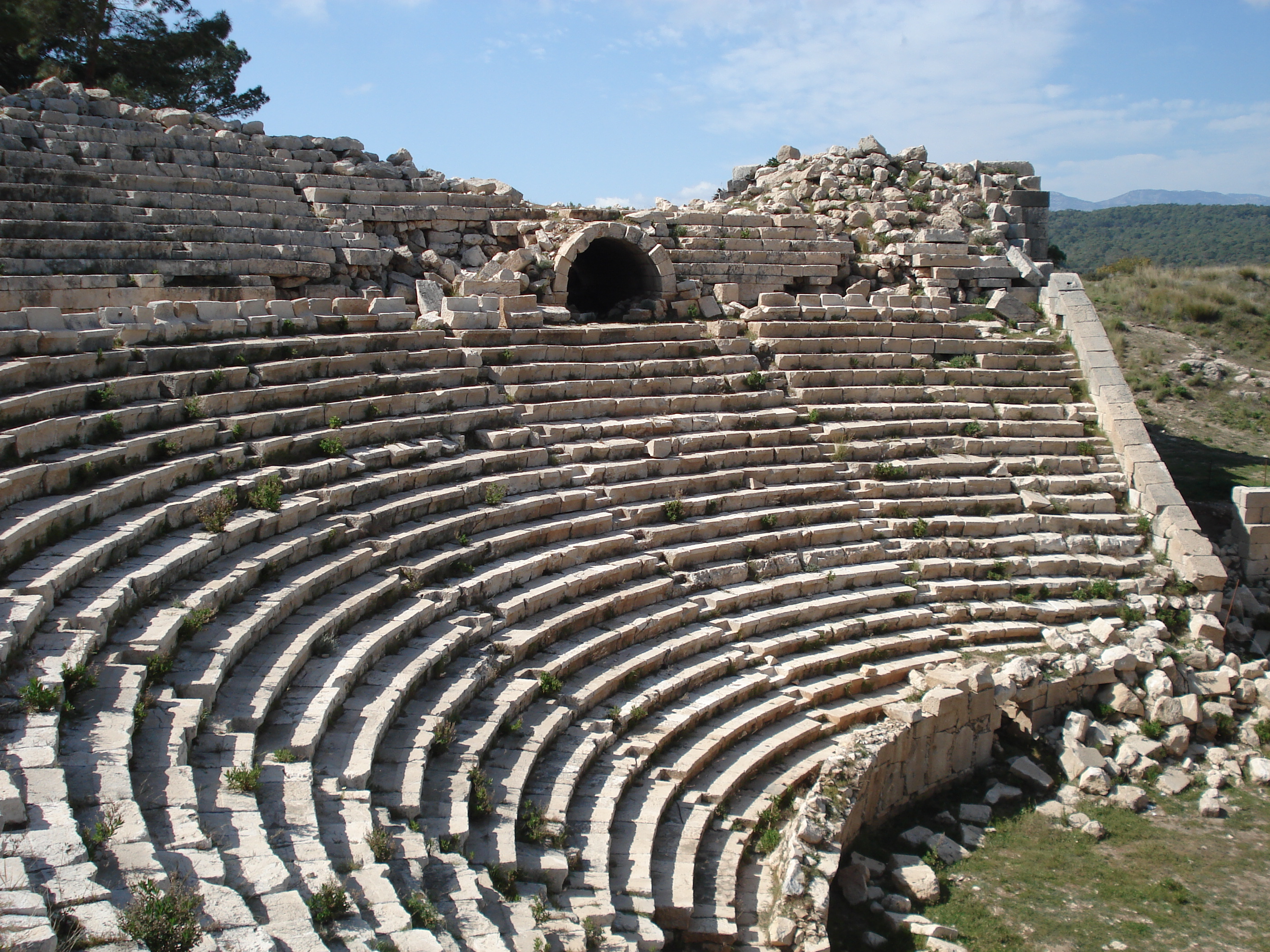
Divadlo

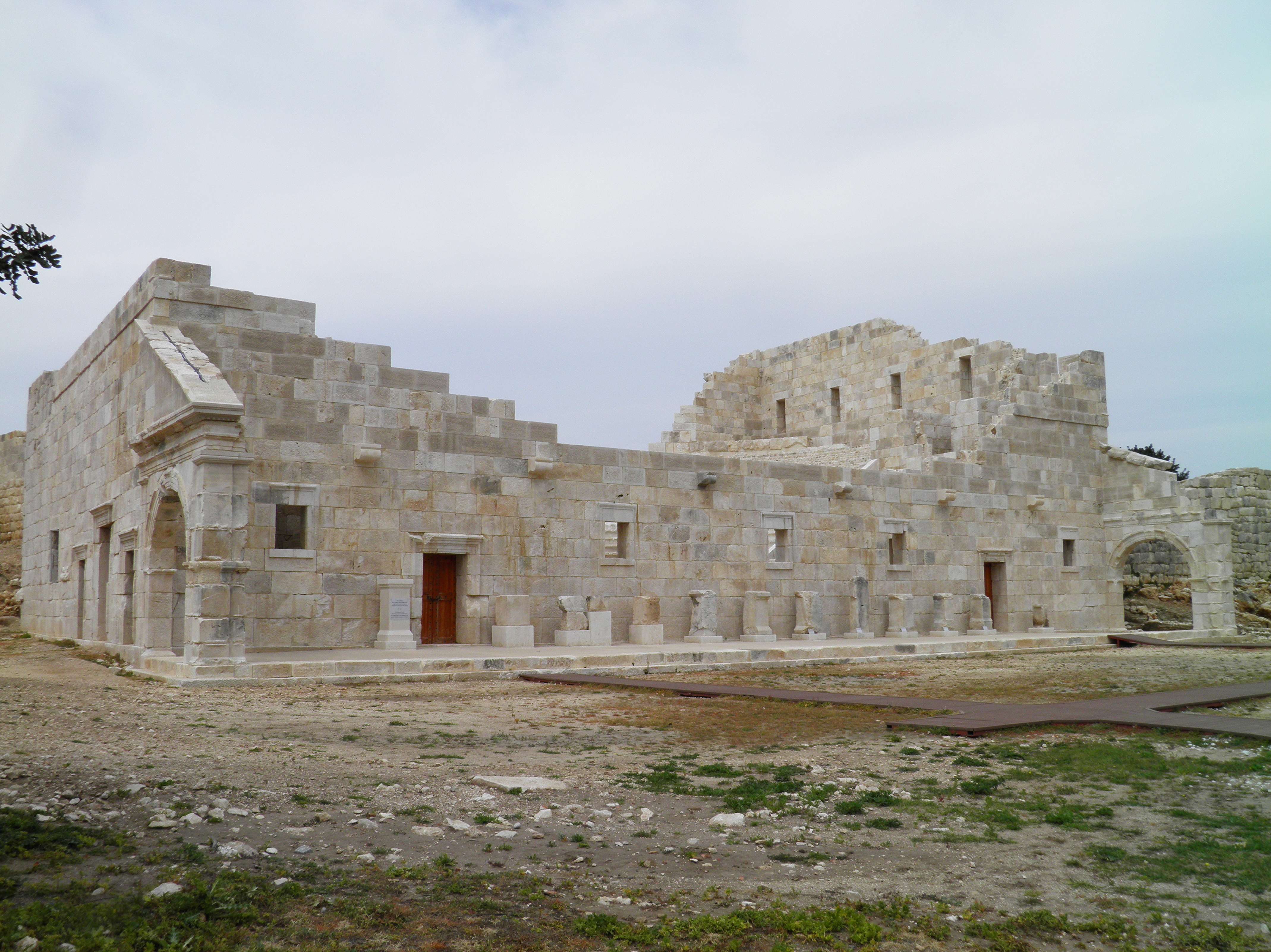
Búleutérion

Severovýchodně od přístavu se nachází vrch Tepecik, na kterém v době bronzové vznikla akropole, duchovní centrum a zárodek města, které se později rozlilo pod kopec. Značnou proslulost získal Apollónův chrám, považovaný za nejvýznamnější věštírnu antického světa po té delfské. Uctívání Apollóna přinesly pravděpodobně dórští osadníci. Město se vzdalo Alexandru Velikému v roce 333 př. n. l. Později padlo do rukou Ptolemaiovců, kteří dali vystavět hradby. Vládce Seleukovské říše Antiochos III. dobyl Pataru v roce 196 př. n. l. Učinil z ní nové hlavní město Lýkie. Město v roce 167 př. n. l. obsadili Rhoďané a jako římští spojenci získali pro něj i Lýkii autonomii. V roce 88 př. n. l. město přečkalo pokus o dobytí králem Pontu Mithridatem VI., Římanům Brutovi a Cassiovi už ovšem neodolalo. Bylo však ušetřeno masakru, kterému se nevyhnul Xanthos. Patara byla formálně připojena k Římské říši v roce 43. Antoninus Pius nechal vystavět římské divadlo pro 6000 diváků, jež patří k nejzachovalejším památkám. Patara je zmíněna v Novém zákoně jako místo, kde si Pavel z Tarsu a apoštol Lukáš vyměnili lodě. Christianizace byla podle všeho velmi časná. V Pataře se narodil nejen Mikuláš, ale patrně i Metoděj z Olympu. Existovala i v byzantské éře, ovšem roku 1211 ji dobyl Seldžucký sultanát a od té doby město upadalo. Definitivně bylo opuštěno okolo roku 1340. Patarské titulární arcibiskupství v katolické církvi existuje dodnes. První vykopávky v místě vedl roku 1836 Francouz Charles Texier. Významnější průzkum však začal až roku 1988. V roce 1991 byl objeven poměrně zachovalý búleutérion, roku 1993 sloup nazvaný Stadiasmus Patarensis (dnes v zahradě muzea v Antalyi). Obě památky jsou římské.
Nedaleko ruin se nachází známá pláž.